# Леконт, Поль Анри
Поль Анри Леконт (фр. Paul Henri Lecomte или фр. Henri Lecomte, 8 января 1856 — 12 июня 1934) — французский ботаник, профессор ботаники.

## Биография
Поль Анри Леконт родился 8 января 1856 года.
С 1884 по 1904 год Леконт был учителем естествознания в Париже, а с 1906 года и вплоть до своей отставки в 1931 году он был профессором ботаники и директором Национального музея естественной истории в Париже.
Поль Анри Леконт побывал во французском Конго, Египте, Марокко и Дальнем Востоке. Вместе со своим сотрудником Ашилем Эженом Фине (1863—1913) он посетил Яву.
В 1917 году Леконт стал членом Французской академии наук.
Поль Анри Леконт умер в Париже 12 июня 1934 года.

## Научная деятельность
Поль Анри Леконт специализировался на папоротниковидных и на семенных растениях.

## Некоторые публикации
- Paul Henri Lecomte. Notions de botanique. Paris, Masson et cie, 1904[2].
- Henri Lecomte. Formation de la vanilline dans la vanille. Paris, Augustin Challamel, 1914[4].
- Henri Lecomte; H Guibier. Les bois de l’Indochine. Paris : Agence Économique de l’Inochine, 1925—1926[5].
- Henri Lecomte; Paul Danguy; Aimée Fauchère. Madagascar: les bois de la forêt d’Analamazaotra. Paris: A. Challamel, 1922[6].